# قلب الرجال (فلم)
قلب الرجال (بالإنجليزية: Heart of Men) وصدر أيضًا في نوليوّد بعنوان الفاكهة المُحرَّمَة (بالإنجليزية: Forbidden Fruit) هو فيلم إثارة نيجيري غاني صدر عام 2009 من إنتاج وإخراج فرانك راجا أراسي وبطولة ماجد ميشيل وجون دوميلو وديفيد أوسي وإيفون نيلسون. رُشِّحَ الفيلم للمنافسة على خمسِ جوائزٍ في حفل توزيع جوائز أكاديمية الأفلام الأفريقية السادس.

## طاقم التمثيل
هذه قائمةٌ بأبرز الممثلين والممثلات الذين شاركوا في تصوير الفيلم:
- ماجد ميشيل في دور ريتشي
- جون دوميلو في دور كاي
- ديفيد أوسي في دور راي
- إيفون نيلسون في دور تريسي
- مارثا أنكوما في دور ديانا
- كوفي أدجورلولو في دور برنارد
- جافيفينا تاماكلو في دور الضابط
- نادية بواري في دور سيلفيا
- لاكي لوسون في دور أليسي
- جاكي أبيا في دور ويتني
- جاكي أبياه في دور أدين